# خیابان اسپادینا
خیابان اسپادینا (انگلیسی: Spadina Avenue) یکی از برجسته‌ترین خیابان‌های تورنتو، انتاریو، کانادا است. این جاده که از بخش غربی مرکز شهر می‌گذرد، در محله‌های مختلف ویژگی بسیار متفاوتی دارد.